# KBS포항방송국
KBS포항방송국(KBS浦項放送局)은 경상북도 동해안지역을 방송권역으로 하는 KBS대구방송총국 산하의 지역방송국이다.

## 연혁
- 1961년 6월 22일 포항방송국 개국
- 1966년 2월 2일 사옥 이전(덕수동 → 해도동)
- 1967년 6월 6일 울진중계소(호출부호 HLSV, AM 1305kHz) 개소
- 1971년 11월 21일 조항산 TV 중계소(호출부호 HLCP-TV, TV CH4) 개소
- 1975년 10월 21일 울릉중계소(호출부호 HLCU, AM 1323kHz) 개소
- 1976년 3월 30일 포항방송국 사옥 증축
- 1976년 7월 1일 영일송신소 개소
- 1982년 3월 4일 : KBS포항 제1라디오 FM으로 수신가능, 잡음이 전혀 없는 표준FM(스테레오가 아닌 모노)으로도 동시에 방송
- 1991년 1월 18일 신 사옥 기공
- 1993년 9월 24일 신 사옥 준공
- 1994년 6월 22일 1TV 및 1라디오 표준FM(호출부호 HLCP-SFM,FM 95.9MHz) 로컬방송 실시
- 1995년 8월 20일 울진중계소(호출부호 HLSV,AM 1305kHz) 자동화
- 1995년 10월 27일 독도TVR 신설
- 1998년 4월 20일 조항산송신소 자동화 준공
- 2002년 12월 31일 연주소 청사 리모델링
- 2005년 12월 22일 포항 DTV 방송(호출부호 HLSV-DTV) 개국
- 2008년 12월 30일 경주지역 DTV 방송 개시
- 2008년 12월 30일 조항산 DMB방송(호출부호 HLSV-TDMB) 개국
- 2010년 3월 17일 울릉/독도 DMB방송(호출부호 HLCU-TDMB)개국
- 2011년 7월 1일 직제개편에 따라 영일송신소 포항방송국 원격제어 운용
- 2013년 7월 17일 경북 동해안지역 디지털TV주파수 재배치 완료

## 방송 송출 시설망

### TV
- 1TV
  - 호출부호: HLCP-DTV
  - 가상채널: 9-1

| 송신소          | UHD      | UHD      | UHD    | HD       | HD       | HD    | 송신소 위치                                  | 비고 |
| 송신소          | 물리채널 | 물리채널 | 출력   | 물리채널 | 물리채널 | 출력  | 송신소 위치                                  | 비고 |
| 송신소          | 1TV      | 2TV      | 출력   | 1TV      | 2TV      | 출력  | 송신소 위치                                  | 비고 |
| --------------- | -------- | -------- | ------ | -------- | -------- | ----- | -------------------------------------------- | ---- |
| 조항산 송신소   | 준비중   | 준비중   | 준비중 | CH 42    | CH 50    | 2kW   | 경북 포항시 남구 동해면 석리 산94-1          |      |
| 구룡포 중계소   | 준비중   | 준비중   | 준비중 | CH 22    | CH 23    | 20W   | 경북 포항시 남구 구룡포읍 구룡포리 506-12·13 |      |
| 도음산 중계소   | 준비중   | 준비중   | 준비중 | CH 26    | CH 27    | 90W   | 경북 포항시 북구 흥해읍 대련리 1104-1        |      |
| 양동마을 중계소 | 준비중   | 준비중   | 준비중 | CH 42    | CH 50    | 0.05W | 경북 경주시 강동면 양동리                    |      |
| 이가리 중계소   | 준비중   | 준비중   | 준비중 | CH 42    | CH 50    | 0.05W | 경북 포항시 북구 청하면 이가리               |      |
| 월포 중계소     | 준비중   | 준비중   | 준비중 | CH 42    | CH 50    | 0.05W | 경북 포항시 북구 청하면 월포리               |      |
| 영덕 중계소     | 준비중   | 준비중   | 준비중 | CH 20    | CH 37    | 20W   | 경북 영덕군 지품면 삼화리 산5-1              |      |
| 축산 중계소     | 준비중   | 준비중   | 준비중 | CH 34    | CH 35    | 20W   | 경북 영덕군 축산면                           |      |
| 온정 중계소     | 준비중   | 준비중   | 준비중 | CH 24    | CH 29    | 20W   | 경북 울진군 온정면 금천2리 산303 응봉산      |      |
| 울진 중계소     | 준비중   | 준비중   | 준비중 | CH 24    | CH 29    | 90W   | 경북 울진군 원남면 덕신리 산10 현종산        |      |
| 부구리 중계소   | 준비중   | 준비중   | 준비중 | CH 24    | CH 29    | 0.05W | 경북 울진군 북면 부구리 산37-21              |      |
| 울릉 중계소     | 준비중   | 준비중   | 준비중 | CH 21    | CH 22    | 20W   | 경북 울릉군 울릉읍 사동리 산29-1 삼각산      |      |
| 가두봉 중계소   | 준비중   | 준비중   | 준비중 | CH 31    | CH 33    | 20W   | 경북 울릉군 서면 남양리 산3-1                |      |
| 도동 중계소     | 준비중   | 준비중   | 준비중 | CH 19    | -        | 5W    | 경북 울릉군 울릉읍 독도리 산30               |      |

아날로그TV
2012년 11월 6일 오후 2시 방송 종료.
- 1TV
  - 호출부호: HLCP-TV

| 송신소        | 채널  | 채널  | 출력       | 송신소 위치                             |
| 송신소        | 1TV   | 2TV   | 출력       | 송신소 위치                             |
| ------------- | ----- | ----- | ---------- | --------------------------------------- |
| 조항산 송신소 | CH 13 | CH 20 | 1kW / 10kW | 경북 포항시 남구 동해면 석리 산94-1     |
| 영해 중계소   | CH 48 | CH 30 | 100W       | 경북 영덕군 영해면 괴시리 산1-2 상대산  |
| 온정 중계소   | CH 56 | CH 33 | 100W       | 경북 울진군 온정면 금천2리 산303 응봉산 |
| 울진 중계소   | CH 51 | CH 39 | 500W       | 경북 울진군 원남면 덕신리 산10 현종산   |
| 울릉 중계소   | CH 29 | CH 31 | 100W       | 경북 울릉군 울릉읍 사동리 산29-1 삼각산 |
| 가두봉 중계소 | CH 49 | CH 41 | 100W       | 경북 울릉군 서면 남양리 산3-1           |
| 도동 중계소   | CH 33 | -     | 10W        | 경북 울릉군 울릉읍 독도리 산30          |

### 라디오
| KBS포항 제1라디오 | KBS포항 제1라디오 | KBS포항 제1라디오 | KBS포항 제1라디오 | KBS포항 제1라디오                       |
| 송신소            | 주파수            | 출력              | 호출부호          | 송신소 위치                             |
| ----------------- | ----------------- | ----------------- | ----------------- | --------------------------------------- |
| 영일 송신소       | AM 1035kHz        | 10kW              | HLCP              | 경북 포항시 남구 호미곶면 구만리 380    |
| 울릉 중계소       | AM 1323kHz        | 1kW               | HLCU              | 경북 울릉군 울릉읍 사동리 82-2          |
| 조항산 송신소     | FM 95.9MHz        | 1kW               | HLCP-SFM          | 경북 포항시 남구 동해면 석리 산94-1     |
| 울진 FM중계소     | FM 93.9MHz        | 1kW               | HLSV-SFM          | 경북 울진군 원남면 덕신리 산10 현종산   |
| 울릉 FM중계소     | FM 89.3MHz        | 250W              | HLCU-SFM          | 경북 울릉군 울릉읍 사동리 산29-1 삼각산 |
| 독도 중계소       | FM 102.5MHz       | 100W              |                   | 경북 울릉군 울릉읍 독도리 산30          |
| KBS대구 제2라디오 |                   |                   |                   |                                         |
| 송신소            | 주파수            | 출력              | 호출부호          | 송신소 위치                             |
| 울릉 FM중계소     | FM 92.1MHz        | 250W              | HLQH-SFM          | 경북 울릉군 울릉읍 사동리 산29-1 삼각산 |
| KBS대구 음악FM    |                   |                   |                   |                                         |
| 송신소            | 주파수            | 출력              | 호출부호          | 송신소 위치                             |
| 조항산 송신소     | FM 93.5MHz        | 3kW               | HLCP-FM           | 경북 포항시 남구 동해면 석리 산94-1     |
| 울릉 FM중계소     | FM 94.1MHz        | 250W              | HLCU-FM           | 경북 울릉군 울릉읍 사동리 산29-1 삼각산 |

## 제작 프로그램

### 라디오 프로그램
뉴스
| 프로그램명                  | 방송시간            | 편성시간                | 진행   |
| --------------------------- | ------------------- | ----------------------- | ------ |
| KBS 제1라디오 오전 9시 뉴스 | 월요일 ~ 금요일 5분 | 오전 9시 ~ 9시 5분      | 하승현 |
| KBS 제1라디오 정오종합뉴스  | 월요일 ~ 금요일 5분 | 낮 12시 15분~ 12시 20분 | 최용수 |
| KBS 제1라디오 오후 5시 뉴스 | 월요일 ~ 금요일 5분 | 저녁 5시 ~ 5시 5분      | 최용수 |

프로그램
- 활기찬아침 포항입니다 : 월~금 08:30~58, 28분 (진행 하승현)
- 생생매거진 동해안오늘 : 월~금 16:05~55, 50분 (진행 최용수)
- 생생매거진 오늘 울릉입니다 : 월~금 08:30~58, 28분 (진행 이은혜)

## 아나운서
- 2019년 (프리랜서) 입사 : 최용수
- 2019년 (프리랜서) 입사 : 하승현
- 2023년 (프리랜서) 입사 : 남세라 (울릉중계소)

## 전직 아나운서
- 권순우 (1981~2014, 퇴사)
- 김충진 (1981~2015, 퇴사)
- 김태자 (퇴사)
- 차유나 (현 MBN 매일방송 아나운서)
- 김용재 (현 OBS경인TV 기자)
- 황진 (현 KBS대구방송총국 아나운서)
- 이서진
- 유기환 (2014~2016, 현 대한민국 변호사)
- 이영화 (현 KBS광주방송총국 기자)
- 송현주 (현 KBS대구방송총국 아나운서)
- 박은정 (현 KBS대구방송총국 아나운서)
- 손지민 (현 KBS대구방송총국 아나운서)
- 유슬혜 (2016~2018, 현 대한민국 변호사)
- 송지원 (2018~2019.5) (현 KBS 46기 창원방송총국 아나운서)
- 김세희 (2019~2020, 현 CJB청주방송 기자)
- 김애진 (2016~2020) (울릉중계소)
- 정수현 (2020) (울릉중계소)
- 박세종 (2020~2021, 현 TJB 아나운서)
- 박지은 (2021~2022) (울릉중계소)
- 이희진 (2022~2023) (울릉중계소)

## 기자
- 정인수 취재부장
- 강전일 취재부장
- 오헌주 보도국장
- 유승영 경주부장
- 김상배 울진팀장
- 박준형 영덕부장
- 김민아
- 김성수
- 류재현
- 송영석 (현 KBS 서울본국)

## 리포터
- 임서이
- 김보경
- 강다윤